# Kanton Maisons-Laffitte
Maisons-Laffitte is een voormalig kanton van het departement Yvelines in Frankrijk. Het kanton maakte deel uit van het arrondissement Saint-Germain-en-Laye. Het werd opgeheven bij decreet van 21 februari 2014 met uitwerking op 22 maart 2015.

## Gemeenten
Het kanton Maisons-Laffitte omvatte de volgende gemeenten:
- Maisons-Laffitte (hoofdplaats)
- Le Mesnil-le-Roi